# ناحیه استر، شهرستان پولک، مینه سوتا
ناحیه استر (به انگلیسی: Esther Township) یک منطقهٔ مسکونی در ایالات متحده آمریکا است که در شهرستان پولک، مینه‌سوتا واقع شده‌است.
 ناحیه استر ۵۰٫۲ کیلومتر مربع مساحت و ۱۵۸ نفر جمعیت دارد و ۲۴۹ متر بالاتر از سطح دریا واقع شده‌است.